# Manuel Moreno-Buendía
Manuel Moreno-Buendía (25 de marzo de 1932) es un compositor y director de orquesta español. Es el último compositor en estrenar una zarzuela en el Teatro de la Zarzuela; fue con Fuenteovejuna en 1981, por lo que muchos musicólogos eligen esa fecha como el cierre de la creación de este género lírico escénico.

## Biografía
Nace en Murcia (España) pero su familia se traslada a Madrid en 1942. Estudia en el Conservatorio de Madrid donde tendrá como maestro de composición a operista y zarzuelero Conrado del Campo.
En 1957 pertenece al denominado Grupo Nueva Música, un grupo cuyo fin sería poner al día la música clásica española. A él pertenecen autores como Luis de Pablo, Antón García Abril o Cristóbal Halffter, e intérpretes como Manuel Carra o Alberto Blancafort.
Entre 1970 y 1981 ejerció de director musical del Teatro de la Zarzuela. Desde 1980 es catedrático de Armonía en el Conservatorio Superior de Música de Madrid.
Manuel Moreno-Buendía quiso poner al día a la zarzuela. Aunque ya en los 60 compuso piezas como Carolina cuando el género zarzuelístico ya empezaba a languidecer, sería en la década siguiente cuando realizó una serie de zarzuelas renovadas (contenían elementos del musical, danza, los cantantes solo tenían un rol lírico), con La isla de los sueños imposibles (1971), Los vagabundos (1977) basándose en un texto de Máximo Gorki, y Fuenteovejuna (1981) basada en la obra homónima de Lope de Vega.
Compuso diversa música para escena, destacando el ballet Eterna Castilla para Antonio El Bailarín, que estrenó en 1964 en el Teatro de la Scala de Milán. También compuso música incidental para diversas obras: Ligazón (1969) o Antonio y Cleopatra.
En el campo sinfónico, destaca la Suite concertanta para arpa y orquesta compuesta en 1958 y que el proporcionó el Premio Nacional de Música, las Canciones infantiales para voz y piano (1956) y el Concierto del buen amor para guitarra y orquesta (1992), inspirado en la obra del arcipreste de Hita.